# Districtul Tha Li
Tha Li (în thailandeză ท่าลี่) este un district (Amphoe) din provincia Loei, Thailanda, cu o populație de 27.117 locuitori și o suprafață de 683,0 km².

## Componență
Districtul este subdivizat în 6 subdistricte (tambon), care sunt subdivizate în 41 de sate (muban).
| Nr. | Nume      | În thailandeză | Sate | Locuitori |  |
| --- | --------- | -------------- | ---- | --------- |  |
| 1.  | Tha Li    | ท่าลี่            | 9    | 5,718     |  |
| 2.  | Nong Phue | หนองผือ         | 10   | 7,141     |  |
| 3.  | A Hi      | อาฮี            | 6    | 4,646     |  |
| 4.  | Nam Khaem | น้ำแคม          | 6    | 5,004     |  |
| 5.  | Khok Yai  | โคกใหญ่         | 5    | 2,956     |  |
| 6.  | Nam Thun  | น้ำทูน           | 5    | 1,652     |  |